# شيلي سميث ميدانس
شيلي سميث ميدانس (ولدت باسم شيلي سميث، 20 مايو 1915 - 7 مارس 2002) روائية وصحافية وأسيرة حرب أمريكية.

## حياتها
وُلدت ميدانس في كاليفورنيا، حيث نشأت وهي تفكر في أن تصبح راقصة، على الرغم من أن والدها كان أستاذاً جامعياً للصحافة. عندما كانت طفلة، كانت واحدة من أوائل المشاركات في الدراسات الجينية المميزة للدراسة العبقرية الطولية التي أجرها لويس تيرمان. انتقلت إلى نيويورك للعمل في مجلة الخلاصة الأدبية وأصبحت صحفية لمجلة لايف، حيث قابلت كارل ميدانس في 1938. وتزوجا في العام التالي وكانا أول فريق من متزوج توظفهما المجلة.

## خلال الحرب العالمية الثانية

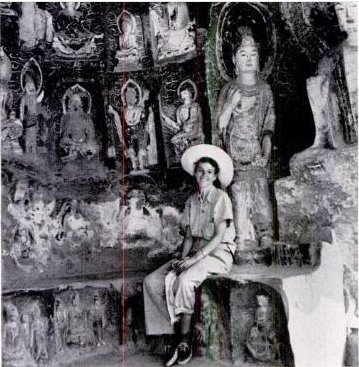
ميدانس في معبد صيني

أُرسلت ميدانس وزوجها في البداية إلى المملكة المتحدة لتغطية الحرب لكنهما غادرا إلى الصين عندما هُزمت فرنسا. سافرا في النهاية أكثر من 45.000 ميل لزيارة الدول الاسكندنافية والبرتغال وإيطاليا وتشونغتشينغ في الصين والمستعمرة البريطانية في هونغ كونغ. وَصَفَت ميدانس وظيفتها ككاتبة وأحياناً باحثة فقط حينما لا تكون وظيفة الكاتب متاحة. وقد أسرها اليابانيون مع زوجها في الفلبين وأودعا أولاً إلى مانيلا ثم إلى شنغهاي لاحقاً. وكانا محظوظين لتبادلهما ضمن تبادل للأسرى في ديسمبر 1943، ثم عاد كلاهما إلى الحرب. كان من المقرر أن تكتب ميدانس روايتها الأولى المسماة «مدينة مفتوحة» استناداً إلى الفترة التي قضتها كأسيرة عند اليابانيين ونُشرّت هذه الرواية في 1945.
في 1945، ذهب زوجها إلى مانيلا حيث كان من المقرر أن يسجل اللحظة الأيقونية لعودة ماك آرثر ولكن ميدانس كانت رافضة لذلك وذهبت إلى غوام للعمل على أُسس مقيدة. «اُعتُمدت في البحرية، لكن لم يُسمح لي - كوني امرأة - بتغطية الأعمال على متن السفن أو الطائرات البحرية وكان يجب أن تقتصر مقالاتي على أشياء مثل ممرضات الرحلات البحرية ومعسكرات القاعدة البحرية.»

## ما بعد الحرب
كتبت ميدانس في الإذاعة لشبكة إيه بي سي الأمريكية فيما بعد الحرب بما في ذلك البرنامج الإخباري «مسيرة الزمن». واستقالت عندما ولد أول أولادها. كتبت روايتين أخرتين - الأولى كانت تدور حول حياة توماس بيكيت والأخرى تقع أحداثها في القرن الثامن في اليابان. كما ألفّت مع وزوجها كتاب غير روائي عن إرهاب ما بعد الحرب.
توفيت ميدانس في لارتشمونت، نيويورك في 2002.